# The Best of The Doors (album 1973)
The Best of The Doors – trzecia kompilacyjna płyta amerykańskiego zespołu The Doors wydana w sierpniu 1973 nakładem Elektra Records. Wydanie winylowe tej płyty to tzw. Quadradisc – dźwięk został zapisany czterokanałowo. Potrzebne do tego były specjalne odtwarzacze – w przypadku odtwarzania płyty w stereo, kanały tylne były słyszane w przednich głośnikach.

## Lista utworów

### Strona A
| 1. | „Who Do You Love” (McDaniel, Arc Music, BMI) | 6:48  |
|    |                                              |       |
| 2. | „Soul Kitchen”                               | 3:30  |
|    |                                              |       |
| 3. | „Hello, I Love You”                          | 2:23  |
|    |                                              |       |
| 4. | „People Are Strange”                         | 2:10  |
|    |                                              |       |
| 5. | „Riders on the Storm”                        | 7:05  |
|    |                                              |       |
|    |                                              | 21:56 |
|    |                                              |       |

### Strona B
| 1. | „Touch Me”            | 3:15  |
|    |                       |       |
| 2. | „Love Her Madly”      | 3:20  |
|    |                       |       |
| 3. | „Love Me Two Times”   | 3:16  |
|    |                       |       |
| 4. | „Take It As It Comes” | 2:14  |
|    |                       |       |
| 5. | „Moonlight Drive”     | 3:01  |
|    |                       |       |
| 6. | „Light My Fire”       | 6:50  |
|    |                       |       |
|    |                       | 21:56 |
|    |                       |       |

## Skład zespołu
- Jim Morrison – wokal
- Robbie Krieger – gitara
- John Densmore – perkusja
- Ray Manzarek – pianino/organy/bas/keyboards/marimba

## Produkcja
- "Love Her Madly" i "Rider On The Storm" – Bruce Botnick i The Doors
- Pozostałe utwory – Paul A. Rothchild